# Франциск, менестрель Божий
«Франциск, менестрель Божий» (італ. Francesco, giullare di Dio) — італійський фільм-драма 1950 року, поставлена режисером Роберто Росселліні за книгами «Квіточки святого Франциска Ассізького» (італ. Fioretti di Saint François) та «Житіє брата Юніпера» (італ. Vita di Frate Ginepro). Прем'єра стрічки відбулася 26 серпня 1950 року на Венеційському міжнародному кінофестивалі де вона брала участь в основній конкурсній програмі.

## Сюжет
Фільм складається з окремих епізодів життя святого Франциска Ассізького (1182—1226) та його перших послідовників.
Під дощем повертаючись з Риму, Франциск і брати-ченці виявляють в побудованій ними хатині селянина, який проганяє їх геть. «Уперше в житті ми зробили щось корисне для інших», — говорить Франциск. Брати будують храм святої Діви Марії Ангелів. Одного разу брат Юніпер повертається напіводягненим: він віддав свій одяг бідному. Франциск наказує йому нічого більшого нікому не віддавати без дозволу.
Старий юродивий Джованні приходить до братів. Він хоче в усьому наслідувати Франциска. Франциск возносить молитву птахам. У храмі святої Діви Марії Ангелів відбувається дивовижна зустріч між Франциском і Кларою, що поверталася з каплиці. «Скільки спогадів»! — говорить Франциск. Юніпера знову виявляють напіводягненим: цього разу він порадив біднякові зірвати з нього одяг силою, тому що сам він пов'язаний обітницею слухняності. Він відрізує ногу у свині, щоб нагодувати одного брата, який постить занадто довго. Власник тварини зриває на братах гнів, а потім приносить їм залишок свині.
На нічній молитві Франциск помічає прокаженого. Він цілує його, після чого в сльозах падає на землю. Юніпер готує братам їжу на два тижні наперед, щоб спокійно вирушити проповідувати, як вони. Франциск дає йому дозвіл. Юніпер приходить у військовий табір тирана Миколая, який приймає його за шпигуна і засуджує до страти. Солдати бавляться з ченцем за допомогою скакалки, м'яча, снаряда. Священник заступається за нього перед Миколаєм. Тиран роздивляється зблизька це дивне створіння, яке звуть Юніпер і відпускає його геть.
Франциск і брат Леон намагаються з'ясувати, що є істинним щастям. Побиті і виставлені на вулицю з дому, куди вони прийшли просити милостиню, вони говорять: терпіти покарання за любов до Господа — ось у чому істинне щастя. Франциск вирішує, що братам пора розлучатися. Вони роздають своє мізерне майно тим, хто бідніший ніж вони. Вони крутяться навколо своєї осі та падають на землю від запаморочення: куди вкажуть їхні ноги, туди вони й відправляться в дорогу. У старого Джованні найміцніша голова, і він падає останнім. Брати йдуть кожен своєю дорогою — проповідувати і нести людям світло.

## У ролях
| • Альдо Фабріці                | … | тиран Миколай      |
| • Арабелла Леметр              | … | свята Клара        |
| • брат Надзаріо Герарді        | … | Франциск           |
| • панотець Роберто Соррентіно  | … |                    |
| • брат Назарено                | … |                    |
| • Пепаруоло                    | … | Джованні-Простачок |
| • монахи майорського монастиря | … |                    |

## Знімальна група
- Автор сценарію — Роберто Росселліні, Серджо Амідеї, Федеріко Фелліні, панотець Фелікс Морліон та панотець Антоніо Лізандріні за книгами «Квіточки святого Франциска Ассізького» (Fioretti di Saint François) та «Житіє брата Юніпера» (Vita di Frate Ginepro)
- Режисер-постановник — Роберто Росселліні
- Продюсер — Анджело Ріццолі
- Асоційований продюсер — Джузеппе Амато
- Оператор — Отелло Мартеллі
- Композитор — Ренцо Росселліні
- Монтаж — Йоланда Бенвенуті
- Художник-постановник — Вірджиліо Марчіні
- Художник-декоратор — Джузеппе Різзоне
- Художник з костюмів — Марина Арканджелі

## Нагороди та номінації
| Список нагород та номінацій            | Список нагород та номінацій | Список нагород та номінацій | Список нагород та номінацій | Список нагород та номінацій | Список нагород та номінацій |
| Кінопремія                             | Дата церемонії              | Категорія                   | Номінант(и)                 | Результат                   | Дж                          |
| -------------------------------------- | --------------------------- | --------------------------- | --------------------------- | --------------------------- | --------------------------- |
| Венеційський міжнародний кінофестиваль | 1950                        | Золотий лев                 | Францизск, менестрель Божий | Номінація                   |                             |